# فیربورن
فیربورن (به انگلیسی: Fairbourne) یک منطقهٔ مسکونی در بریتانیا است که در گوینز واقع شده‌است. فیربورن ۱٬۰۳۱ نفر جمعیت دارد.